# Delmon Young
Pour les articles homonymes, voir Young.
Delmon Damarcus Young (né le 14 septembre 1985 à Montgomery, Alabama États-Unis) est un voltigeur et frappeur désigné de la Ligue majeure de baseball. Il est présentement agent libre après deux saisons chez les Orioles de Baltimore.
Avec les Tigers de Détroit, il est élu joueur par excellence de la Série de championnat 2012 de la Ligue américaine.
Le frère de Delmon, Dmitri Young, a évolué dans les Ligues majeures de 1996 à 2008.

## Carrière

### Rays de Tampa Bay

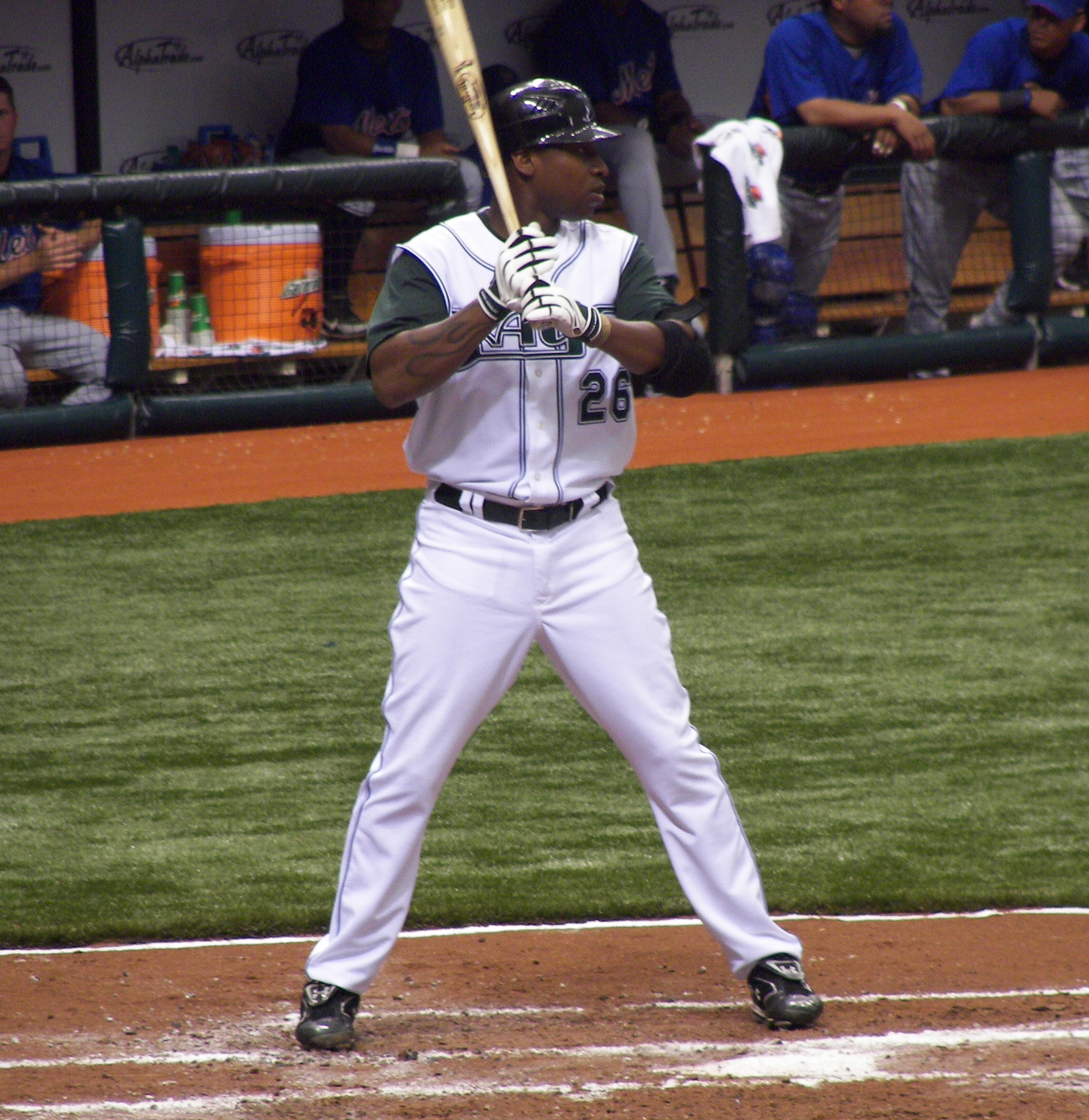
Delmon Young en 2007 avec Tampa Bay.

Après des études secondaires à la Camarillo High School de Camarillo (Californie), Delmon Young est drafté le 3 juin 2003 par les Devil Rays de Tampa Bay au premier tour (1er choix). Il paraphe son contrat avec l'organisation des Devil Rays le 8 septembre.

#### Saison 2006
Après trois saisons en Ligues mineures, il débute en Ligue majeure le 29 août 2006 et réussit dans ce match son premier coup sûr en carrière, un coup de circuit contre le lanceur Freddy García des White Sox de Chicago. Il frappe pour ,317 de moyenne au bâton avec 40 coups sûrs, trois circuits et 10 points produits à ses 30 premières parties pour les Rays en 2006.

#### Saison 2007
Aligné lors des 162 matches de la saison régulière en 2007, il termine deuxième du vote désignant la recrue de l'année en Ligue américaine derrière Dustin Pedroia des Red Sox de Boston. Il maintient une moyenne au bâton de ,288 avec 186 coups sûrs, 13 circuits et 93 points produits. Il s'agit de son total le plus élevé de coups sûrs en une année (en date de 2012), il croise le marbre à 65 reprises et ajoute 10 vols de buts.

### Twins du Minnesota

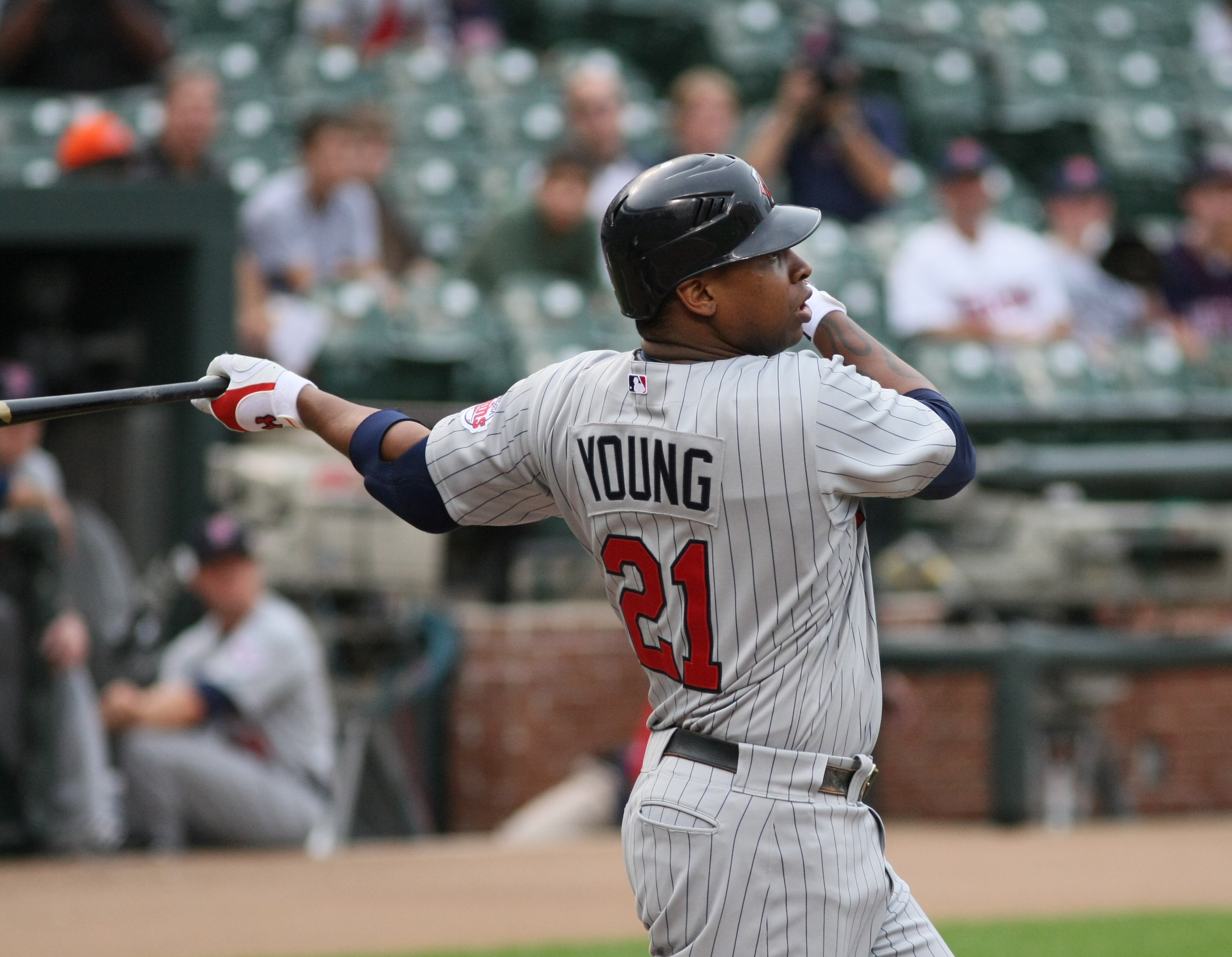
Delmon Young en 2009 avec les Twins.

Le 28 novembre 2007, Young est impliqué dans une transaction à six joueurs. Les Devil Rays le transfèrent aux Twins du Minnesota avec l'arrêt-court Brendan Harris et le voltigeur Jason Pridie, en échange du lanceur droitier Matt Garza, de l'arrêt-court Jason Bartlett et du lanceur des ligues mineures Eduardo Morlan.
Young est échangé le 28 novembre 2007 aux Twins du Minnesota.
Young s'aligne trois saisons entières avec les Twins avant d'être échangé à nouveau à mi-chemin durant la saison 2011. Il obtient 10 circuits, 69 points produits et un record personnel de 14 buts volés en 2008, alors qu'il présente une moyenne au bâton de ,290.
En 2009, il est limité à 108 parties et frappe pour ,284 avec 12 circuits et 60 points produits. Pour la première fois, il joue en séries éliminatoires mais fait piètre figure dans les trois matchs de Série de divisions où Minnesota est renversé par les Yankees de New York : il n'obtient qu'un coup sûr en 12 présences au bâton pour une moyenne de ,083.
En 2010, il voit de l'action dans 153 parties des Twins et il élève sa moyenne au bâton à ,298. Conjointement avec José Bautista des Blue Jays de Toronto, Young est nommé meilleur joueur du mois de juillet 2010 dans la Ligue américaine. Il termine l'année avec des sommets en carrière de 21 coups de circuit et 112 points produits. Considéré pour la première fois au titre de joueur par excellence de la saison en Ligue américaine, il prend le 10e rang du vote annuel remporté par Josh Hamilton. En éliminatoires, Minnesota est une de fois de plus battu par les Yankees dès la Série de divisions mais Delmon Young y réussit quatre coups sûrs, dont un triple, en 12 présences au bâton pour une moyenne de ,333 en trois matchs.
Il compte 4 circuits et 32 points produits avec une moyenne au bâton de ,266 en 84 matchs pour Minnesota en 2011 avant que l'équipe ne l'échange.

### Tigers de Detroit

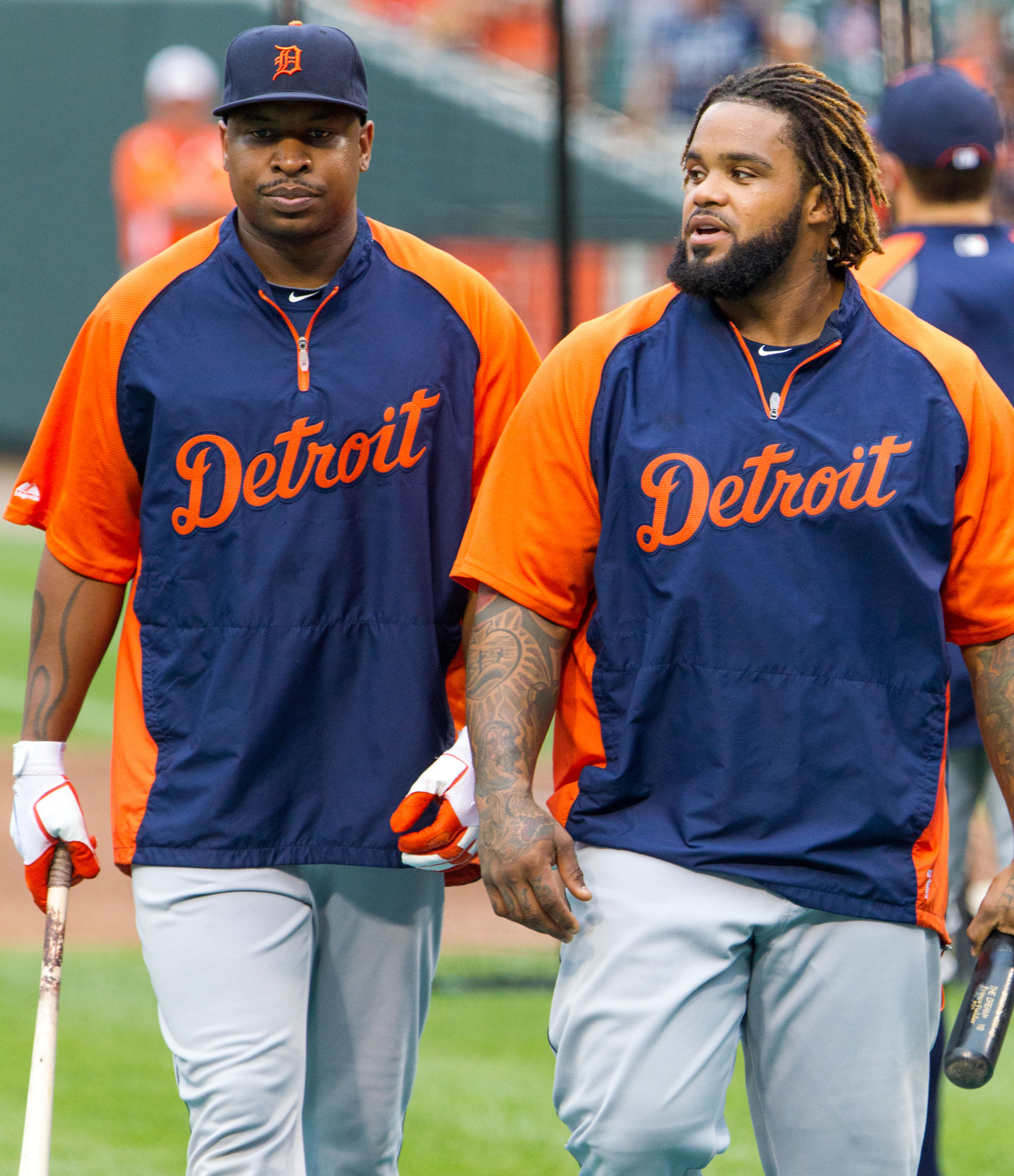
Delmon Young et Prince Fielder en 2012 avec les Tigers de Détroit.

#### Saison 2011
Le 15 août 2011, Young passe aux Tigers de Detroit en retour de Cole Nelson, un lanceur gaucher des ligues mineures. Il termine la saison avec 268 de moyenne au bâton, 12 circuits et 64 points produits en 124 parties jouées pour les Twins et les Tigers.
En éliminatoires, Young frappe trois circuits dans la Série de divisions où Détroit élimine les Yankees de New York en cinq parties. Il donne le ton avec un coup en solo contre CC Sabathia dès la première manche du premier match le 30 septembre. Dans le 3e affrontement le 3 octobre, son circuit en 7e manche contre Rafael Soriano brise l'égalité de 4-4 et permet aux Tigers de l'emporter 5-4. Le 6 octobre, dans le 5e et dernier match de la Série de divisions de la Ligue américaine, dans lequel Détroit élimine les Yankees de New York grâce à une victoire de 3-2, Don Kelly et Delmon Young frappent des coups de circuit consécutifs, une première en éliminatoires dans l'histoire des Tigers, dès la première manche contre le lanceur Iván Nova.
Blessé à l'oblique, il rate deux matchs de la Série de championnat de la Ligue américaine. Le 13 octobre, dans le 5e match et avec les Tigers risquant l'élimination, il connaît un match de deux circuits dans un gain de 7-5 de son équipe.

#### Saison 2012
En 2012, Young joue 151 parties des Tigers et frappe pour ,267 avec 18 circuits et 74 points produits. Il est le frappeur désigné pour la plupart des matchs de l'équipe.
Il est élu joueur par excellence de la Série de championnat 2012 de la Ligue américaine entre les Tigers et les Yankees de New York, alors qu'il frappe six coups sûrs en quatre matchs et maintient une moyenne au bâton de ,353 avec deux circuits et six points produits.
Il connaît une bonne Série mondiale alors qu'il frappe cinq coups sûrs, dont un circuit, en quatre parties pour une moyenne au bâton de ,357. Mais les Tigers s'inclinent en quatre matchs dans leur affrontement pour le championnat avec les Giants de San Francisco.

### Phillies de Philadelphie
Devenu agent libre, Young signe le 22 janvier 2013 un contrat d'une saison avec les Phillies de Philadelphie. Ce contrat de 750 000 dollars représente une diminution de salaire de 88 % pour lui, qui avait touché 6,75 millions de dollars en 2012 avec les Tigers. Young frappe 8 circuits, produit 31 points et frappe pour ,261 en 80 matchs alors qu'il évolue au champ extérieur pour Philadelphie. Les Phillies le libèrent de son contrat le 14 août.

### Retour chez les Rays de Tampa Bay
Les Rays de Tampa Bay mettent Young sous contrat le 22 août 2013. En 23 matchs de saison régulière à Tampa Bay, Young frappe pour ,258 avec 3 circuits. Il termine 2013 avec 11 circuits, 38 points produits et une moyenne au bâton de ,260 en 103 matchs joués au total pour les Phillies et les Rays. Avec ce dernier club, il joue en éliminatoires. Il frappe un circuit en solo pour produire et compter le premier point du match de meilleur deuxième, lançant les Rays vers une victoire de 4-0 sur les Indians de Cleveland qui leur assure la qualification pour la Série de division. Dans celle-ci, les Rays sont éliminés par les Red Sox de Boston. En 4 parties, Young produit deux points et frappe deux coups sûrs en 8 présences au bâton pour une moyenne de ,250.

### Orioles de Baltimore

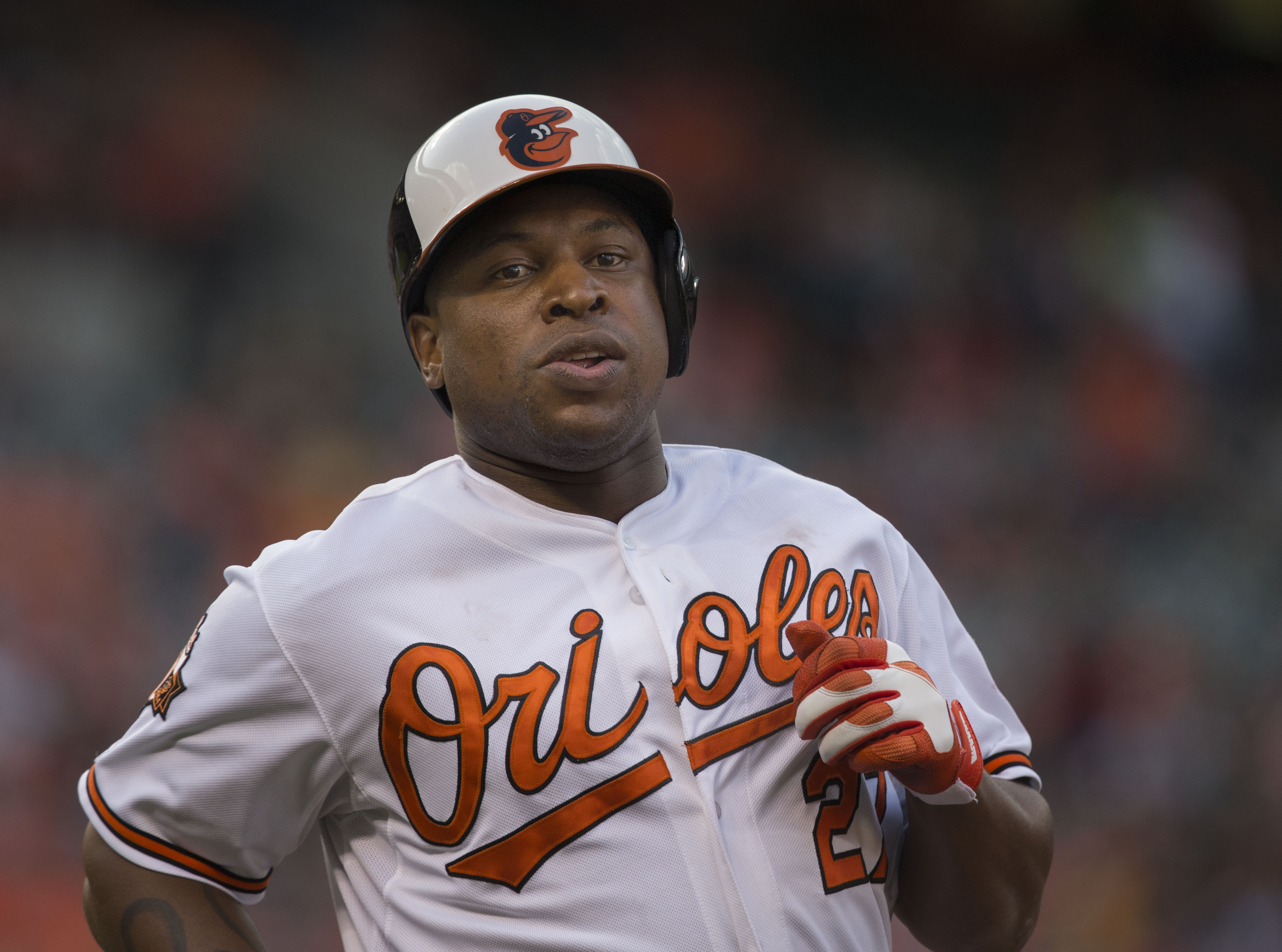
Delmon Young en 2014 avec les Orioles de Baltimore.

Le 14 janvier 2014, Young signe un contrat des ligues mineures avec les Orioles de Baltimore.

#### Saison 2014
À sa première saison à Baltimore, il maintient une moyenne au bâton élevée de ,302 en 83 parties jouées comme frappeur désigné ou voltigeur de gauche. Il frappe 7 circuits en saison régulière mais aucun en éliminatoires. Il joue toutefois les héros dans le second match de la  Série de division remportée par les Orioles contre son ancienne équipe, les Tigers de Détroit. Son double en fin de 8e manche comme frappeur suppléant avec les buts remplis le 3 octobre fait compter 3 points pour conclure une remontée des Orioles, qui transforment un retard de 3-6 en victoire de 7-6.

#### Saison 2015
En 2015, Young joue occasionnellement au champ droit pour les Orioles. En 52 matchs, il est limité à deux coups de circuit et sa moyenne au bâton s'élève à ,270.

## Problèmes judiciaires

### Arrestation en 2012
Le matin du 27 avril 2012, Young est arrêté à New York et risque des accusations de crime haineux après une altercation devant un hôtel. Vers 2h40 du matin, Young voit un groupe de touristes donner 20 dollars à un mendiant portant la kippa. Intoxiqué, le joueur des Tigers aborde le groupe de quatre touristes, dont aucun n'est juif, dans le lobby de l'hôtel Hilton de la Sixième Avenue. Il lance des insultes antisémites et se bagarre avec l'un des individus. Young, 26 ans, est libéré après avoir versé une caution de 5000 dollars.
Il est temporairement retiré de l'effectif des Tigers en attendant la suite des événements et réintègre l'équipe le 5 mai. Le baseball majeur suspend Young pour sept jours sans salaire.
Le 7 novembre suivant, Young plaide coupable à des accusations de harcèlement grave, est condamné à 10 jours de travaux communautaires, et le juge lui ordonne de suivre un programme au Museum of Tolerance.
Young connaît une bonne saison et d'excellentes séries éliminatoires par la suite avec Détroit, étant même nommé joueur par excellence de la Série de championnat 2012. Son contrat n'est pas renouvelé par les Tigers et il en obtient un autre avec les Phillies de Philadelphie, dont le directeur gérant est juif. Cependant, son salaire baisse de 88 % par la même occasion. Depuis son arrestation, Young s'est lié d'amitié avec le rabbin du Temple Israel, une synagogue de West Bloomfield, près de Détroit.

### Accusations de voies de fait en 2015
Le 7 février 2016, Delmon Young est arrêté et accusé de voies de fait pour avoir présumément tenté d'étrangler et menacé de mort un valet de stationnement d'une boîte de nuit située dans un hôtel de Miami, en Floride. Soupçonné par les policiers, qui le rencontrent à sa résidence pour l'interroger, d'être en état d'ébriété, Young tient également des propos racistes, cette fois envers les Cubains. Selon le rapport de police, Young aurait traité la présumée victime de « latino de merde » et de « stupide Cubain ». Le rapport d'incident indique également que Young répond aux agents nu sous la taille et menace un des policiers de le « gifler au visage avec de l'argent » en plus de l'insulter sur ses origines cubaines.

## Statistiques
| Saison | Équipe    | G   | AB   | R   | H   | 2B  | 3B | HR | RBI | SB | BA   |
| ------ | --------- | --- | ---- | --- | --- | --- | -- | -- | --- | -- | ---- |
| 2006   | Tampa Bay | 30  | 126  | 16  | 40  | 9   | 1  | 3  | 10  | 2  | .317 |
| 2007   | Tampa Bay | 162 | 645  | 65  | 186 | 38  | 0  | 13 | 93  | 10 | .288 |
| 2008   | Minnesota | 152 | 575  | 80  | 167 | 28  | 4  | 10 | 69  | 14 | .290 |
| 2009   | Minnesota | 108 | 395  | 50  | 112 | 16  | 2  | 12 | 60  | 2  | .284 |
| 2010   | Minnesota | 153 | 570  | 77  | 170 | 46  | 1  | 21 | 112 | 5  | .298 |
| Totaux | Totaux    | 605 | 2311 | 288 | 675 | 137 | 8  | 59 | 344 | 33 | .292 |

| Saison | Équipe    | G | AB | R | H | 2B | 3B | HR | RBI | SB | BA   |
| ------ | --------- | - | -- | - | - | -- | -- | -- | --- | -- | ---- |
| 2009   | Minnesota | 3 | 12 | 1 | 1 | 1  | 0  | 0  | 0   | 1  | .083 |
| 2010   | Minnesota | 3 | 12 | 1 | 4 | 0  | 1  | 0  | 0   | 0  | .333 |
| Totaux | Totaux    | 6 | 24 | 2 | 5 | 1  | 1  | 0  | 0   | 1  | .208 |

Note : G = Matches joués ; AB = Passages au bâton; R = Points ; H = Coups sûrs ; 2B = Doubles ; 3B = Triples ; 
HR = Coup de circuit ; RBI = Points produits ; SB = Buts volés ; BA = Moyenne au bâton.